# Bacopa lisowskiana
Bacopa lisowskiana är en grobladsväxtart som beskrevs av R. Mielcarek. Bacopa lisowskiana ingår i släktet tjockbladssläktet, och familjen grobladsväxter. Inga underarter finns listade i Catalogue of Life.